# Oretta Fiume
Oretta Fiume, artistnamn för Claudia Scrobogna, född 6 juni 1919 i Fiume, död 22 april 1994 i Rom, var en italiensk skådespelare.
Oretta Fiume tog sitt artistnamn inför sin filmdebut 1938 i Carlo Mastrocinques film L'orologio a cucù och behöll det sedan livet ut. Hon och Laura Solari fick båda sina första filmroller i L'orologio a cucù som pris för delad seger i en talangtävling. Redan samma år fick hon sin andra roll i Alessandro Blasettis film Ettore Fieramosca. Den verkliga genombrottsrollen för Oretta Fiume blev som den unge bonden Luigi Montuoris (Peppino De Filippo) fästmö Rosina i Eduardo De Filippos regidebut In campagna è caduta una stella (1939).
Enligt en tämligen enig kritikerkår kom topparna i Oretta Fiumes filmkarriär tidigt, redan under de första krigsåren. De filmer som brukar nämnas utöver De Filippos är en av neorealismens tidiga föregångare Gli ultimi della strada (1940) av Domenico Paolella och Ragazza che dorme  (1941) av Andrea Forzano. Efter att ha medverkat i omkring 15 filmer lämnade Oretta Fiume vita duken 1947 utan att hennes karriär hade fått det riktiga lyftet som skulle ha gett henne stjärnstatus. Den negativa kritik som kanske nötte ner hennes intresse för filmen gick ut på att hon ofta verkade för kylig och distanserad i sina roller. Hon provade också på teaterscenen, främst i några revyer men tappade snabbt intresset även för det.
Oretta Fiume återkom överraskande till filmen 1960 med en cameoroll i Federico Fellinis klassiker Det ljuva livet. Därefter medverkade hon ytterligare i ett par filmer innan hon 1965 slutgiltigt avslutade filmkarriären. Hennes son Federico Scrobogna har också varit aktiv inom filmen som barnskådespelare med roller i Nelo Risis film Andremo in città (1966) där han spelade Lenkas (Geraldine Chaplin) blinde bror Mischa, Elio Petris guldpalmsvinnare Arbetarklassen kommer till paradiset (1971) och i Franco Brusatis mångfaldigt prisbelönade Bröd och choklad (1974).